# 9-亚甲基芴
9-亚甲基芴（9-亞甲基-9H-芴，簡稱DBF）是一種多环芳香烃，化學式為C14H10。 

## 性質
9-亞甲基芴是Fmoc斷裂反應的中間體。它是1,1-二苯基乙烯的類似物。將9-亞甲基-9H-芴聚合可以生成π重疊聚合物。